# AcroWiki
AcroWiki，是一個移殖到Palm平台的Wiki。利用簡單的维基指令而使Memo變得更豐富。

## 外部連結
- AcroWiki網站（页面存档备份，存于）
- PalmGear下載